# Castell de Saderra
El Castell de Saderra és una fortificació prop de Saderra al terme municipal d'Orís (Osona) declarat bé cultural d'interès nacional. Fortalesa documentada el 1342.
Restes d'una masia prop l'església de Sant Marcel, al nord-est del terme, que hauria conservat el topònim del castell. Possiblement al turó que hi ha a l'oest respecte l'església hi hauria les restes del castell de Saderra.
El mas Saderra, situat prop de l'església, és un gran casal senyorial amb tota l'esplendor de les velles masies propietàries, amb grans sales, antic mobiliari, retrats i documentació. El mas i la vila rural de Saderra són esmentats des de l'any 945.